# Kedah Open 2010
Die Kedah Open 2010 im Badminton fanden vom 21. bis zum 24. Juli 2010 in Alor Setar, Malaysia statt.

## Sieger und Platzierte
| Disziplin    | Gold                        | Silber                          | Bronze                                   |
| ------------ | --------------------------- | ------------------------------- | ---------------------------------------- |
| Herreneinzel | Chan Kwong Beng             | Goh Soon Huat                   | Daren Liew                               |
| Herreneinzel | Chan Kwong Beng             | Goh Soon Huat                   | Tan Chun Seang                           |
| Dameneinzel  | Lydia Cheah Li Ya           | Sonia Cheah Su Ya               | Tee Jing Yi                              |
| Dameneinzel  | Lydia Cheah Li Ya           | Sonia Cheah Su Ya               | Sannatasah Saniru                        |
| Herrendoppel | Mak Hee Chun Tan Wee Kiong  | Goh V Shem Teo Kok Siang        | Fairuzizuan Tazari Zakry Abdul Latif     |
| Herrendoppel | Mak Hee Chun Tan Wee Kiong  | Goh V Shem Teo Kok Siang        | Chan Peng Soon Ong Jian Guo              |
| Damendoppel  | Goh Liu Ying Lim Yin Loo    | Vivian Hoo Kah Mun Woon Khe Wei | Chin Eei Hui Chong Sook Chin             |
| Damendoppel  | Goh Liu Ying Lim Yin Loo    | Vivian Hoo Kah Mun Woon Khe Wei | Sannatasah Saniru Tee Jing Yi            |
| Mixed        | Chan Peng Soon Goh Liu Ying | Tan Boon Heong Chin Eei Hui     | Goh V Shem Lim Yin Loo                   |
| Mixed        | Chan Peng Soon Goh Liu Ying | Tan Boon Heong Chin Eei Hui     | Vountus Indra Mawan Marylen Ng Poau Leng |